# 新庄镇 (大通县)
新庄镇，是中华人民共和国青海省西宁市大通回族土族自治县下辖的一个乡镇级行政单位。

## 行政区划
新庄镇下辖以下地区：
新庄社区、新庄村、申哇村、硖门村、台其庄村、尕庄村、中滩村、吉仓村、兰隆村、红石崖村、下山村、上山村和李家山村。